# Joey Carbery
Joey Carbery (Auckland, 1º novembre 1995) è un rugbista a 15 neozelandese internazionale per l'Irlanda, mediano d'apertura della franchise del Munster.

## Biografia
Nato ad Auckland da una coppia di genitori irlandesi cresciuti in Nuova Zelanda, Carbery vive ad Athy, a circa 80 km da Dublino, nella contea di Kildare, dall'età di 11 anni.
Già giovane giocatore in Nuova Zelanda, continuò la formazione in Irlanda e dopo le scuole superiori entrò nel club dell'Università di Dublino poi, nel 2015, nel Clontarf con cui disputò la All-Ireland League vincendola nel 2016; entrò nelle giovanili della provincia del Leinster nel 2014 ed esordì in prima squadra nella stagione 2015-16 contro Glasgow Warriors.
Debuttò in Nazionale il 5 novembre 2016 a Chicago (Stati Uniti) in un giorno storico per il rugby irlandese, perché coincise con la prima vittoria di sempre della squadra in maglia verde sulla Nuova Zelanda (40-29); a tale punteggio contribuì con 2 punti di trasformazione nel finale, benché a risultato ormai ampiamente acquisito; al Sei Nazioni 2018 sono 7 gli incontri internazionali disputati, complice il fatto che il posto di mediano d'apertura è in concorrenza con il titolare Jonathan Sexton.

## Palmarès
- Pro14: 1
Leinster: 2017-18
- United Rugby Championship: 1
Munster: 2022-23
- Champions Cup: 2
Leinster: 2017-18
Union Bordeaux Bègles: 2024-25
- All-Ireland League: 1
Clontarf: 2016